# 25604 Karlin
25604 Karlin (2000 AM6) là một tiểu hành tinh vành đai chính được phát hiện ngày 4 tháng 1 năm 2000 bởi P. G. Comba ở Prescott.